# Symmoca perobscurata
Symmoca perobscurata é uma espécie de insetos lepidópteros, mais especificamente de traças, pertencente à família Autostichidae.
A autoridade científica da espécie é Gozmány, tendo sido descrita no ano de 1957.
Trata-se de uma espécie presente no território português.